# Adoretus cephalotes
Adoretus cephalotes är en skalbaggsart som beskrevs av Gerstaecker 1866. Adoretus cephalotes ingår i släktet Adoretus och familjen Rutelidae. Inga underarter finns listade i Catalogue of Life.